# Toyota Mark II
Toyota Mark II – samochód osobowy klasy średniej produkowany przez japońską firmę Toyota w latach 1968–2004 z przeznaczeniem na rynek rodzimy.
Samochód dostępny był m.in. jako 4-drzwiowy sedan, 5-drzwiowe kombi czy 2-drzwiowe coupé. Do napędu używano benzynowych oraz wysokoprężnych silników R4 i R6. Moc przenoszona była na oś tylną (opcjonalnie AWD) poprzez 4- lub 5-biegową automatyczną bądź 5-biegową manualną skrzynię biegów. Powstało dziewięć generacji modelu. Na rynku japońskim następcą została Toyota Mark X, międzynarodowym zaś Toyota Camry.

## Dane techniczne ('82 R4 2.0)

### Silnik
- R4 2,0 l (1973 cm³), 4 zawory na cylinder, SOHC
- Układ zasilania: gaźnik
- Średnica cylindra × skok tłoka: 84,00 mm × 89,00 mm
- Stopień sprężania: 8,5:0
- Moc maksymalna: 106 KM (78 kW) przy 5200 obr./min
- Maksymalny moment obrotowy: 162 N•m przy 3600 obr./min
- Prędkość maksymalna: 166 km/h

## Dane techniczne ('00 R6 2.5 Turbo)

### Silnik
- R6 2,5 l (2491 cm³), 4 zawory na cylinder, DOHC, turbo
- Układ zasilania: wtrysk bezpośredni
- Średnica cylindra × skok tłoka: 86,00 mm × 71,50 mm
- Stopień sprężania: 9,0:0
- Moc maksymalna: 280 KM (206 kW) przy 6200 obr./min
- Maksymalny moment obrotowy: 378 N•m przy 2400 obr./min

## Galeria

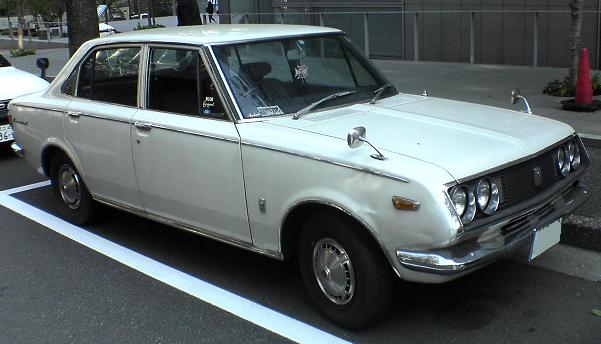
Corona Mark II - 1. generacja
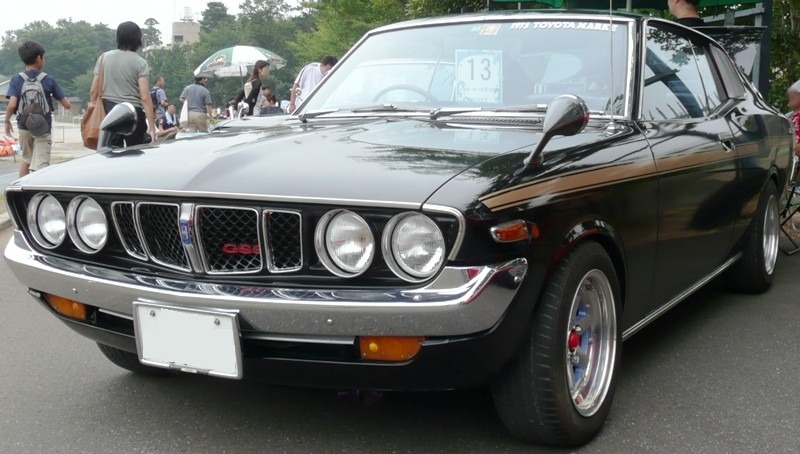
Corona Mark II - 2. generacja, wersja coupé
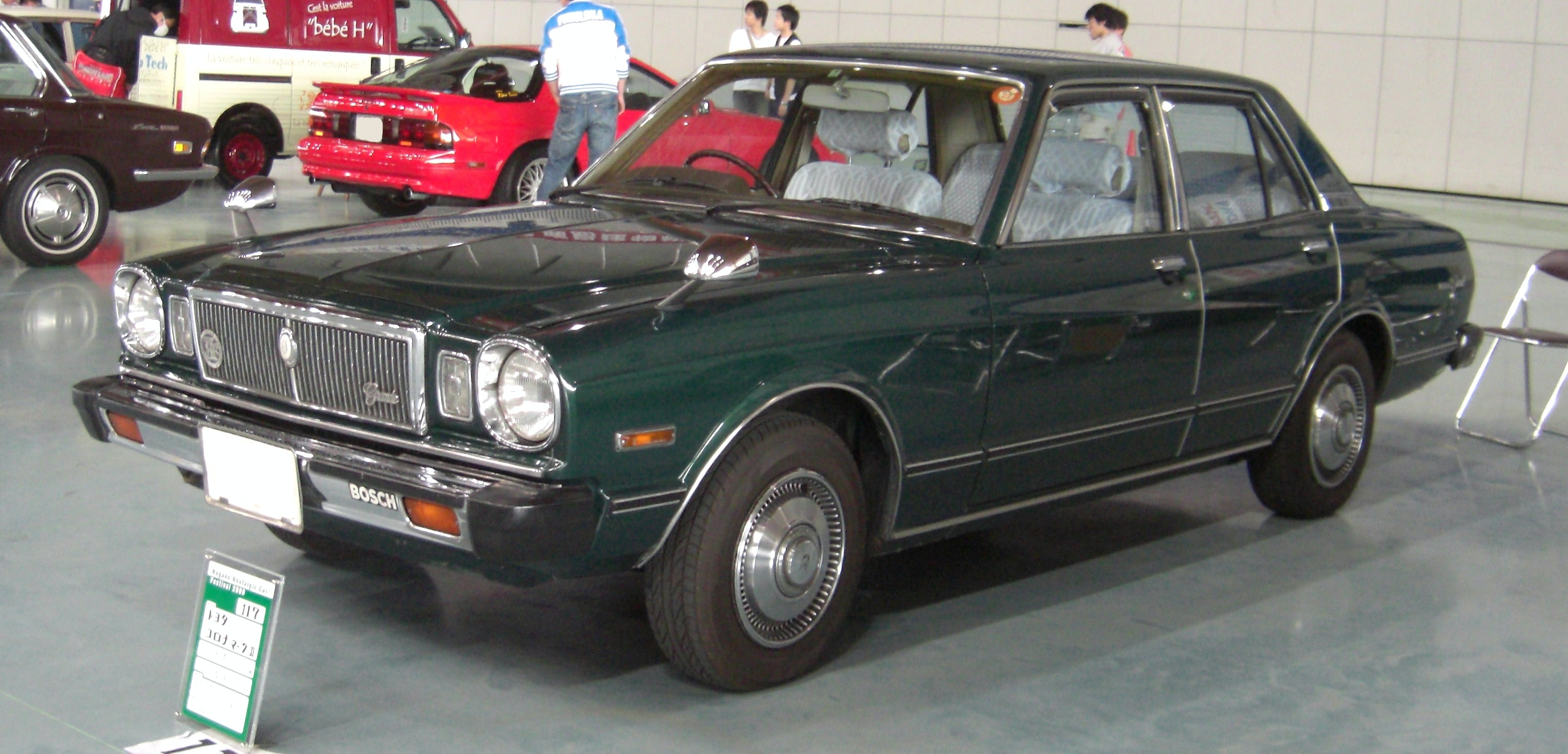
Corona Mark II - 3. generacja
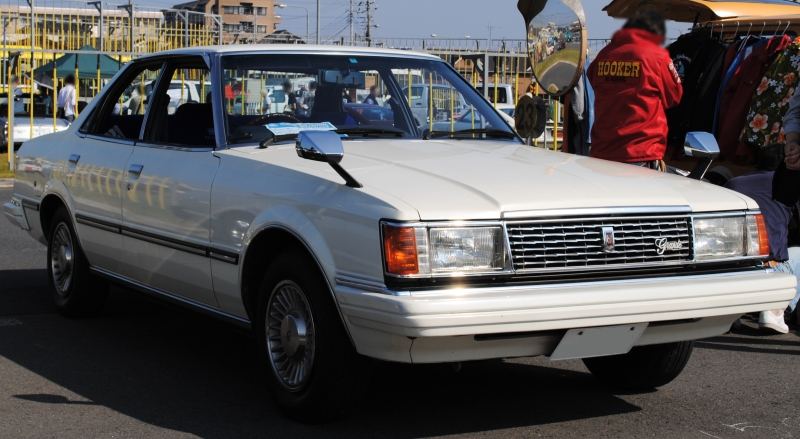
Mark II - 4. generacja
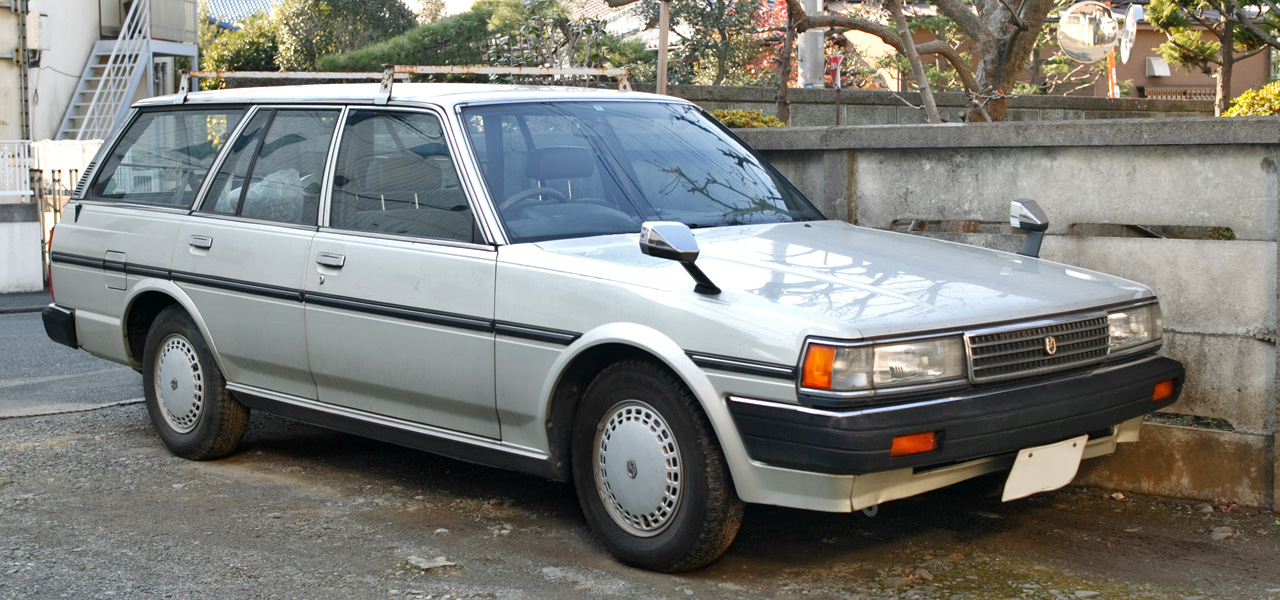
Mark II - 5. generacja, wersja kombi
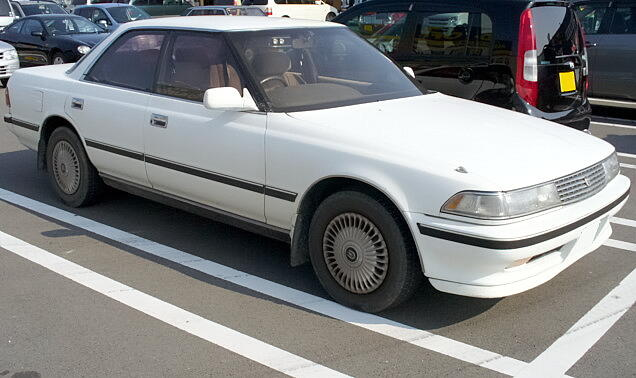
'88 Mark II - 6. generacja
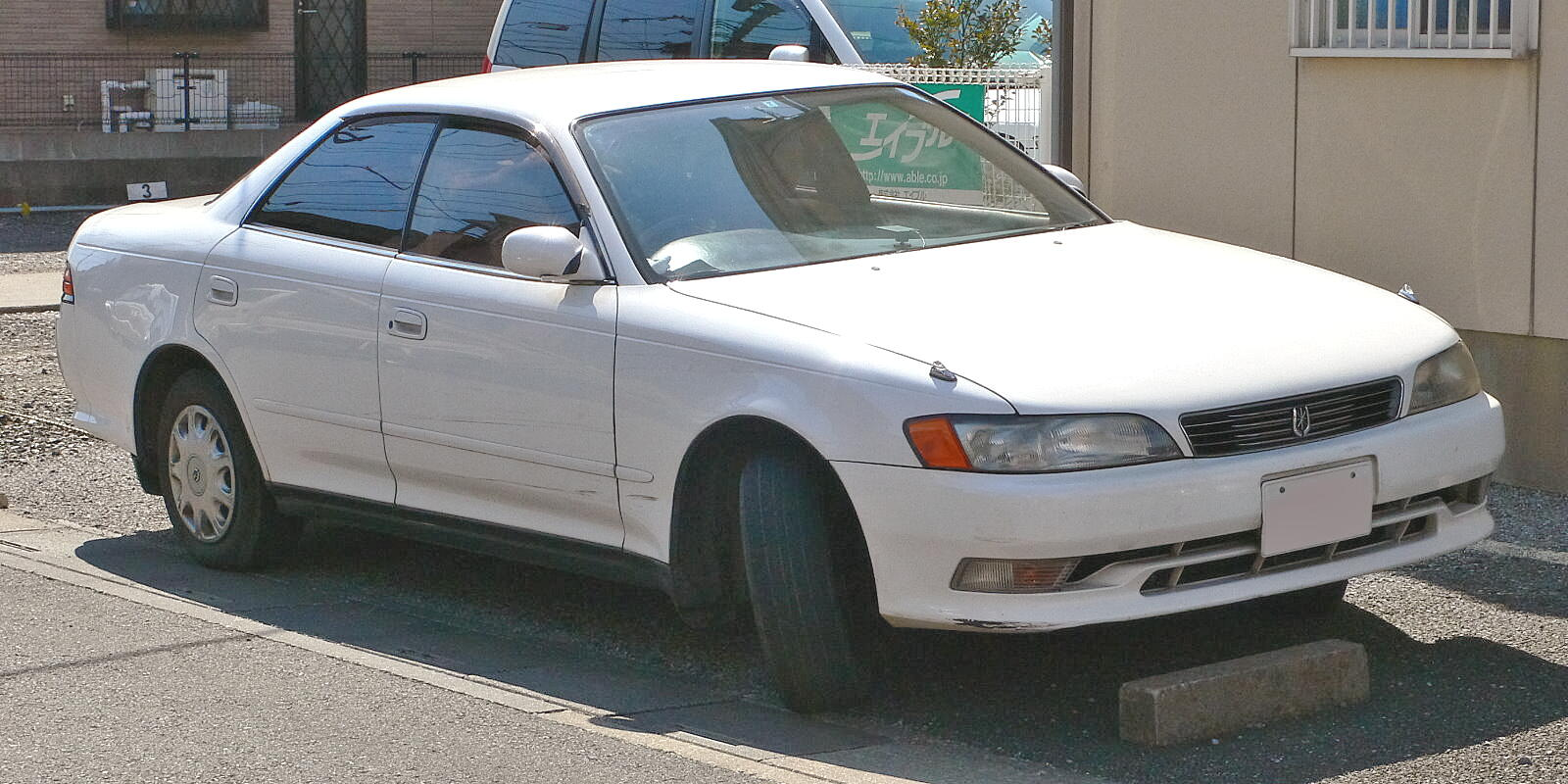
'94 Mark II - 7. generacja
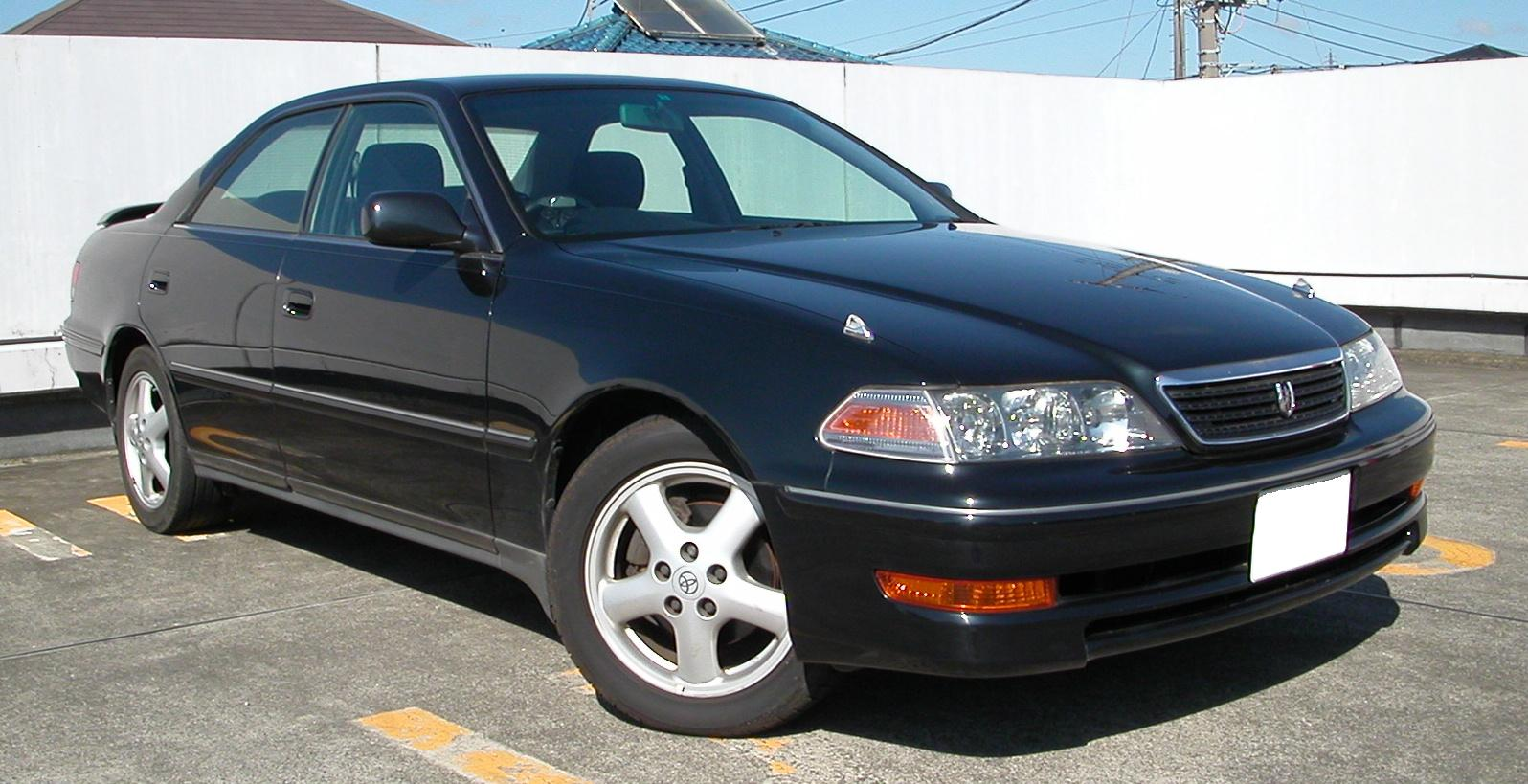
Mark II - 8. generacja